# Cyrtodactylus semenanjungensis
Cyrtodactylus semenanjungensis este o specie de șopârle din genul Cyrtodactylus, familia Gekkonidae, ordinul Squamata, descrisă de Grismer și Tzi Ming Leong în anul 2005. Conform Catalogue of Life specia Cyrtodactylus semenanjungensis nu are subspecii cunoscute.